# Domnina, Berenice y Prosdoce
Santa Domnina y sus hijas Berenice' (Berenice, Verónica, Verine, Vernike) y Prosdoce son veneradas como  mártires cristianas por la iglesias  católica y la Ortodoxia bizantina. St. Domnina no debe confundirse con Domnina de Siria, una figura del siglo V.

## Vida y martirio
Hay varios relatos diferentes sobre la historia del martirio de Domnina y sus hijas. Según la Iglesia Ortodoxa Oriental Americana, Domnina, Berenice y Prosdoce vivían en Edesa, Mesopotamia, como cristianas cuando los maridos paganos de Berenice y Domnina las entregaron a los soldados sirios.En este relato, las tres mujeres se ahogaron cuando los guardias estaban intoxicados, sabiendo que los guardias las agredirían sexualmente.
Según el obispo e historiador griego del siglo IV  Eusebio, Domnina era una noble cristiana muy rica y conocida de Antioquía que tenía dos hijas jóvenes muy deseadas. En el relato de Eusebio, Domnina estaba educando a sus hijas para que también fueran cristianas. Ella y sus hijas fueron engañadas para ser capturadas por soldados romanos, y ante el temor de que los soldados "amenazaran con violar su castidad" mediante la violación, pidió que sus hijas se ahogaran juntas en un río después de pedir un tiempo de descanso a los guardias.
El relato de San Juan Crisóstomo cuenta una historia ligeramente diferente basada en el relato original de Eusebio: según Crisóstomo, Domnina y sus hijas se ahogaron potencialmente con la ayuda de su marido y su padre.  Crisóstomo alabó a Domnina por su valor y a las hijas de Domnina por su obediencia.

## Estudios actuales
Los estudios feministas sobre Domnina sostienen que su historia, tal y como se difundió en las homilías de Eusebio y Juan Crisóstomo, fue un instrumento para remodelar las normas de la maternidad romana acomodada y convertirlas en un ideal cristiano de maternidad basado en la pudicitia, que significa modestia femenina, y pietas, que significa piedad.  Esta erudición también argumenta que la homilía de Crisóstomo específicamente exalta y reformula la narrativa original de Eusebio hacia tales normas - la narración se utilizó intencionadamente para "modelar el comportamiento femenino" dentro de las congregaciones cristianas que era diferente de las normas romanas de la maternidad de élite en su "rabiosa" búsqueda de la castidad.
Domnina y sus hijas son consideradas mártires porque se martirizaron a sí mismas durante la Persecución Diocleciana, o la Gran Persecución. Moss sostiene que esta época de edictos del emperador Diocleciano fue la única época de persecución real contra individuos cristianos en masa, lo que difiere de las concepciones cristianas modernas de la Iglesia cristiana primitiva como en un estado constante de persecución sistémica por parte del gobierno romano. Moss también argumenta que aun así, el nivel de persecución bajo Diocleciano es exagerado por la retórica cristiana moderna, y que estas persecuciones fueron el resultado de que la iglesia cometiera el "delito capital" de "traición y sedición", no debido específicamente a la naturaleza de las creencias cristianas. 